# Абингтон (Массачусетс)
Абингтон (англ. Abington) — городская община на востоке штата Массачусетс, в 29 км к югу от Бостона, восточнее г. Броктон. Административно включает посёлок Норт-Абингтон. 14 605 жителей (2000).
Производство обуви, машиностроение; преимущественно развита сфера услуг.
Основан в 1668, статус города с 1712; назван в честь английского города Абингтон. Индейцы-алгонкины называли это место Манамускигин («Земля множества бобров»). В 1769 здесь создан чугунолитейный завод, но известность городу принесло обувное производство, начало которому было положено около 1815, когда Дж. Рид изобрёл устройство, позволившее открыть массовое производство сапожных гвоздей. В Абингтоне произвели около половины сапог для солдат Армии Союза во время Гражданской войны. В 1846—65 — центр аболиционизма.
В западном пригороде — парк штата Эймса Ноуэлла.